# Omgevingsdienst

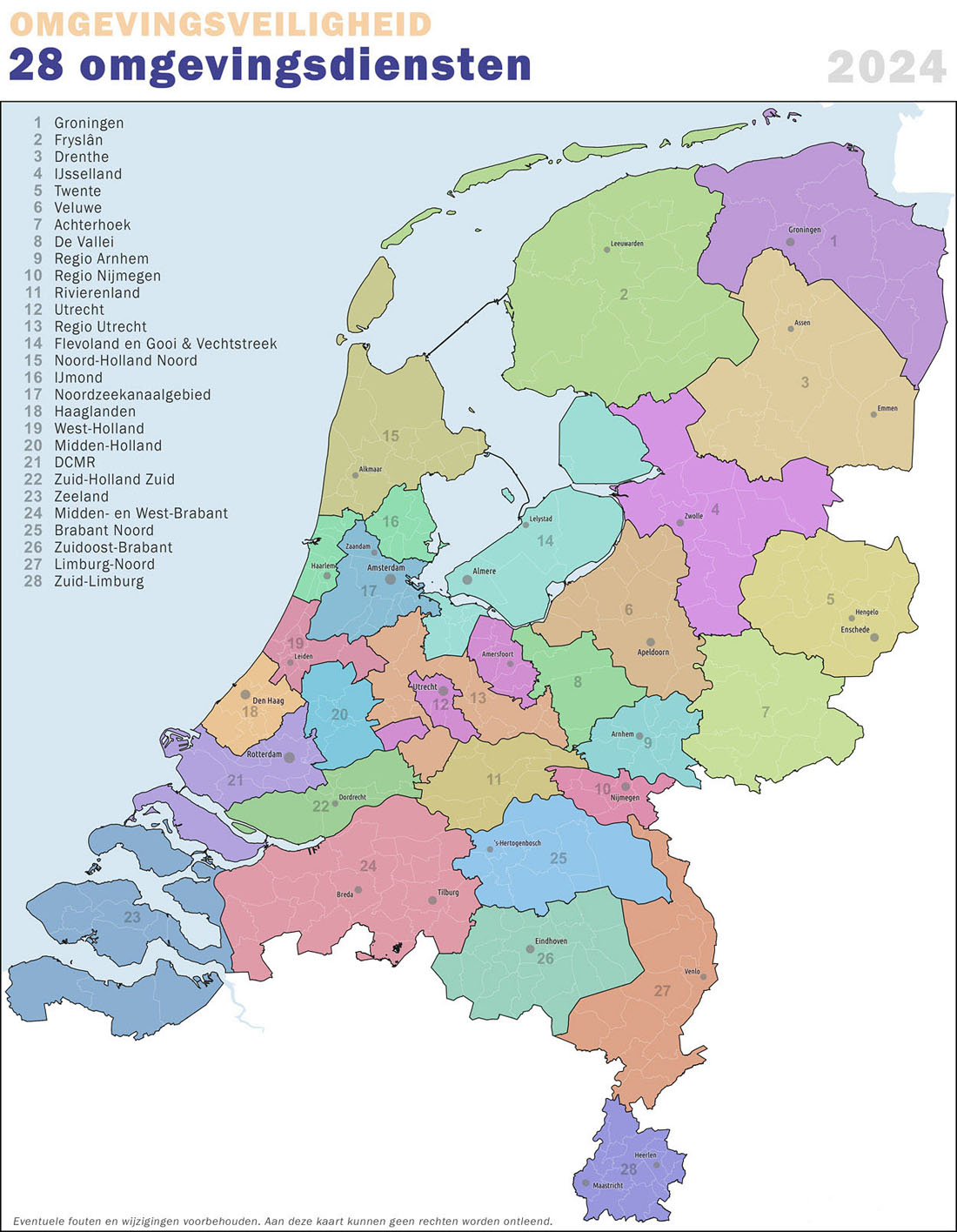
De 28 omgevingsdiensten in 2024

Een omgevingsdienst is een Nederlandse overheidsinstantie die zorg draagt voor regionale vergunningverlening, toezicht en handhaving op het gebied van milieu en de fysieke leefomgeving. Opdrachtgevers en eigenaars van de omgevingsdiensten zijn de provincies en gemeenten.

## Uitvoeringstaken
De omgevingsdiensten spelen een rol bij de uitvoering van de Omgevingswet, die na veelvuldig uitstel op 1 januari 2024 in werking is getreden.
Omgevingsdiensten zijn verantwoordelijk voor het verlenen van vergunningen op het gebied van veiligheid, luchtkwaliteit, geluid, licht, energie, afval, asbest en bodem in hun werkgebied. De omgevingsdiensten adviseren daarnaast inwoners en bedrijven op het gebied van omgevingsvergunningen. De diensten zorgen voor toezicht op en handhaving bij bedrijven, onder meer voor de naleving van milieuregels bij risicovolle bedrijven die werken met gevaarlijke stoffen, zoals Tata Steel en Chemours. Ze zien ook toe op lozingen van bijvoorbeeld PFAS, het saneren van asbest en de milieuregels in de bouw en agrarische sector. Sommige omgevingsdiensten hebben als taak het toezien op Seveso-bedrijven (voorheen Besluit risico's zware ongevallen, of Brzo).

## Aanloopproblemen
In 2024 bleken omgevingsdiensten in heel Nederland te kampen met een tekort aan deskundig personeel. Bij een deel daarvan kon niet worden voldaan aan de eigen kwaliteitseisen, met mogelijk grote gevolgen voor de volksgezondheid.
Zo ontstond bij de Omgevingsdienst Rivierenland (ODR) onrust onder werknemers over de inhuur van extern personeel en zegde een deel van de werknemers zelfs het vertrouwen in de directie op. In 9 maanden werd er alleen al voor het team dat over bouwvergunningen gaat voor meer dan een miljoen euro aan extern personeel ingehuurd. Er bleken vier inhuurkrachten te zijn ontslagen omdat deze met de urenregistratie hadden gesjoemeld. Zij declareerden tienduizenden euro's per maand voor 60 uur per week, ook op zon- en feestdagen. Binnen de omgevingsdienst was er in 2023 al geklaagd over vreemde facturen, ondermaatse prestaties en onbereikbaarheid van de externe krachten. Onder het vaste personeel was er in het eerste halfjaar van 2024 een ongewoon hoog ziekteverzuim van 9,1 procent, waar het landelijk gemiddelde van 5,5 procent was.

## De omgevingsdiensten
De diensten zijn per 1 januari 2024 verdeeld in 28 regionale omgevingsdiensten, verspreid over Europees Nederland. Daarnaast vormen de 28 omgevingsdiensten samen de vereniging Omgevingsdienst NL, en maken de zes omgevingsdiensten die toezien op naleving van de Seveso-richtlijn deel uit van het landelijk programmabureau Seveso6.
| Omgevingsdienst                 | Vestigingsstad   | Grootste gemeente | Provincie(s)               | Seveso-omgevingsdienst |
| ------------------------------- | ---------------- | ----------------- | -------------------------- | ---------------------- |
| Groningen                       | Veendam          | Groningen         | Groningen                  | Ja                     |
| Friesland                       | Grouw            | Leeuwarden        | Friesland                  | Nee                    |
| Drenthe                         | Assen            | Emmen             | Drenthe                    | Nee                    |
| IJsselland                      | Zwolle           | Zwolle            | Overijssel                 | Nee                    |
| Twente                          | Almelo           | Enschede          | Overijssel                 | Nee                    |
| Veluwe                          | Apeldoorn        | Apeldoorn         | Gelderland                 | Nee                    |
| Achterhoek                      | Doetinchem       | Doetinchem        | Gelderland                 | Nee                    |
| De Vallei                       | Ede              | Ede               | Gelderland                 | Nee                    |
| Regio Arnhem                    | Arnhem           | Arnhem            | Gelderland                 | Nee                    |
| Regio Nijmegen                  | Nijmegen         | Nijmegen          | Gelderland                 | Ja                     |
| Rivierenland                    | Tiel             | Tiel              | Gelderland                 | Nee                    |
| Utrecht                         | Utrecht          | Utrecht           | Utrecht                    | Nee                    |
| Regio Utrecht                   | Utrecht          | Veenendaal        | Utrecht                    | Nee                    |
| Flevoland en Gooi & Vechtstreek | Lelystad         | Almere            | Flevoland en Noord-Holland | Nee                    |
| Noord-Holland-Noord             | Hoorn            | Alkmaar           | Noord-Holland              | Nee                    |
| IJmond                          | Beverwijk        | Haarlem           | Noord-Holland              | Nee                    |
| Noordzeekanaalgebied            | Zaandam          | Amsterdam         | Noord-Holland              | Ja                     |
| Haaglanden                      | Den Haag         | Den Haag          | Zuid-Holland               | Nee                    |
| West-Holland                    | Leiden           | Leiden            | Zuid-Holland               | Nee                    |
| Midden-Holland                  | Gouda            | Gouda             | Zuid-Holland               | Nee                    |
| Rijnmond                        | Schiedam         | Rotterdam         | Zuid-Holland               | Ja                     |
| Zuid-Holland Zuid               | Dordrecht        | Dordrecht         | Zuid-Holland               | Nee                    |
| Zeeland                         | Terneuzen        | Terneuzen         | Zeeland                    | Nee                    |
| Midden- en West-Brabant         | Tilburg          | Tilburg           | Noord-Brabant              | Ja                     |
| Brabant-Noord                   | 's-Hertogenbosch | 's-Hertogenbosch  | Noord-Brabant              | Nee                    |
| Zuidoost-Brabant                | Eindhoven        | Eindhoven         | Noord-Brabant              | Nee                    |
| Limburg-Noord                   | Roermond         | Venlo             | Limburg                    | Nee                    |
| Zuid-Limburg                    | Maastricht       | Maastricht        | Limburg                    | Ja                     |

### Toekomstplannen
Omgevingsdienst Regio Arnhem en Omgevingsdienst Regio Nijmegen hebben op 6 mei 2025 besloten om te werken naar een fusie als de nieuwe Omgevingsdienst Groene Metropool.